# Sämsjön, Dalsland
Sämsjön är en sjö i Dals-Eds kommun i Dalsland och ingår i Göta älvs huvudavrinningsområde. Sjön har en area på 0,277 kvadratkilometer och ligger 126 meter över havet. Sjön avvattnas av vattendraget Nolbyälven.

## Delavrinningsområde
Sämsjön ingår i det delavrinningsområde (656676-126993) som SMHI kallar för Utloppet av Sämsjön. Medelhöjden är 161 meter över havet och ytan är 3,84 kvadratkilometer. Räknas de 2 avrinningsområdena uppströms in blir den ackumulerade arean 12,09 kvadratkilometer. Nolbyälven som avvattnar avrinningsområdet har biflödesordning 4, vilket innebär att vattnet flödar genom totalt 4 vattendrag innan det når havet efter 284 kilometer. Avrinningsområdet består mestadels av skog (83 procent). Avrinningsområdet har 0,33 kvadratkilometer vattenytor vilket ger det en sjöprocent på 8,7 procent.